# Paul Maitla
Paul Maitla (född Paul Mathiesen), född 27 mars 1913, Kärkna, Tartumaa, Guvernementet Livland, Kejsardömet Ryssland (nuvarande Estland), död 10 maj 1945 i Nymburk, Tjeckoslovakien, var en estländsk militär och SS-Sturmbannführer.
Han är en av fyra estländska militärer som dekorerats med Riddarkorset. Han förärades denna utmärkelse för att ha lett återerövringen av Sinimäed den 29 juli 1944. Under slutet av andra världskriget tillhörde Maitla 20. Waffen-Grenadier-Division.
Den 9 maj 1945 tillfångatogs Maitla och fyra andra män – officerarna Arved Laasi, Kalju Tamm och Leo Tammiksaar samt chauffören Arnold Mägar – fem kilometer norr om Nymburk. Dagen därpå, den 10 maj, vilket var den första dagen av fred, arkebuserades Maitla, Laasi och Tamm av tjeckiska kommunister, medan Tammiksaar och Mägar undkom. Maitlas öde blev känt först 2005, genom efterforskningar i stadsarkiven i den tjeckiska staden Nymburk.

## Utmärkelser
- Riddarkorset av Järnkorset
- Järnkorset av andra och första klassen
- Infanteristridsmärket
- Östfrontsmedaljen